# Heute-show

Ehemaliges Logo (2009–2014)

Die heute-show (Eigenschreibweise auch heute show und heute SHOW) ist eine deutsche Comedy- und Satiresendung im ZDF mit Stilelementen einer Nachrichtensendung. Ihr Name wurde in Anlehnung an die ZDF-Nachrichtenformate heute und heute-journal sowie die ARD-Sendung Tagesschau gewählt. Moderator ist Oliver Welke.
Die Sendung wurde mit vielen Auszeichnungen bedacht, so mit Grimme-Preis und Bambi. Von 2009 bis 2012 gewann sie als beste Comedy- und 2017, 2020 sowie 2022 als beste Satireshow den Deutschen Comedypreis.

## Konzept
Die heute-show ist eine deutsche Adaption der US-amerikanischen Nachrichtensatire The Daily Show.
Die Sendung behandelt aktuelle Themen aus der politischen Landschaft Deutschlands, greift aber auch internationale Nachrichten auf. Die Moderationen Oliver Welkes bilden den Kern jeder Sendung. Sie sind zugleich das Gelenkstück zwischen Showelementen wie nachgestellten „Live-Schaltungen“, aufgezeichneten Reporterberichten (z. B. von Parteitagen) und diversen weiteren Rubriken, in denen jeweils Ensemblemitglieder auftreten. 

## Studiodesign
Die Titelmelodie stammt von Terry Devine-King und heißt Breakfast Briefing. Das 2015 überarbeitete Bühnenbild wurde von Florian Wieder entworfen, die grafische Gestaltung wurde von der Hamburger Agentur Brand New Media übernommen. Ein Hauptelement des Studios war eine große Weltkarte, dargestellt als Stäbchen. Anfang 2021 wurde das Design erneut überarbeitet. Die Sendung vom 29. Januar 2021 war die erste Folge mit dem neuen, insgesamt dritten Studiodesign.

## Besetzung
| Darsteller               | Rollenname                                     | Folgen  | Beschreibung der Rolle/Bemerkungen |
| ------------------------ | ---------------------------------------------- | ------- | --- |
| Oliver Welke             | Oliver Welke                                   | 1–      | Nachrichtenmoderator |
| Martina Hill             | Tina Hausten                                   | 1–      | Die Figur ist an die ZDF-Journalistin Bettina Schausten angelehnt. Solange diese das Politbarometer moderierte, präsentierte Hausten in „Kompetent in Prozent“ Meinungsumfragen zu allen möglichen Themen. Seit Schausten das ZDF-Hauptstadtstudio leitet, tritt die Figur Hausten hauptsächlich als Expertin für diverse Themen im Studio und „Außenreporterin“ vor dem Greenscreen auf. In ihrer ursprünglichen Rolle tritt die Figur jedoch nur noch selten auf, insbesondere als Welkes Co-Moderatorin bei der Verleihung des Goldenen Vollpfostens.                          |
| Martina Hill             | Mandy Hausten                                  | 161–    | In Anlehnung an Martina Hills ältere Figur Tina Hausten und den in der DDR beliebten Vornamen Mandy ist dies die Rolle einer impulsiven, naiven Frau mit deutlich sächsischem Dialekt, gekleidet im Stil der 80er Jahre, mit oftmals kleinbürgerlich-linken Ansichten. |
| Martina Hill             | Dörte Hausten (geschiedene Knülling-Dingeldey) | 176–    | In Anlehnung an Martina Hills ältere Figur Tina Hausten ist dies die Rolle einer geschiedenen Mutter mit Berliner Dialekt und alternativ-grünen Ansichten. |
| Martina Hill             | Antonia von Hausten                            | 224–    | In Anlehnung an Martina Hills ältere Figur Tina Hausten ist dies die Rolle einer gut situierten Bayerin, die konservative Werte vertritt. |
| Martina Hill             | Kriemhild Hausten                              | 377–    | In Anlehnung an Martina Hills ältere Figur Tina Hausten ist dies die Rolle einer Sprecherin der Wahlkampfzentrale der AfD. |
| Martina Hill             | Larissa                                        | 258–    | Die Figur parodiert bildungsferne, naiv-einfältige Frauen – insbesondere Beauty-, Mode- und Lifestylebloggerinnen. Sie wurde von Martina Hill zunächst ab 2010 in der Sendung Switch reloaded und ab 2018 in PussyTerror TV gespielt. |
| Christian Ehring         | Christian Ehring                               | 1–      | Experte für diverse Themen im Studio und „Außenreporter“ vor dem Greenscreen sowie Moderator u. a. der Rubriken „Aktenzeichen XY … eingedöst“ (Anspielung auf die Sendung Aktenzeichen XY … ungelöst) sowie „Christian Ehring findet's geil“ |
| Dietrich Hollinderbäumer | Ulrich von Heesen                              | 1–      | Sarkastischer „Korrespondent“ vor dem Greenscreen und Experte für diverse Themen im Studio. Running Gags sind unter anderem sein hohes Alter (er studierte in der Zeit des Nationalsozialismus) sowie sein exzessiver Lebensstil samt Drogenkonsum, wie man gelegentlich sieht. Außerdem zeigt er typischerweise keinerlei ernsthaftes Interesse an den von ihm berichteten Themen und nutzt seine Berichte als Urlaub. Manchmal stellt er auch zusammen mit Gernot Hassknecht die Rentnergeneration dar, der die Zukunft der Jugend egal ist.                                    |
| Michael Haubold          | Olaf Schubert                                  | 1–      | Experte für diverse (vor allem Ostdeutschland betreffende) Themen im Studio, wobei er dazu zusammenhangslose Wortassoziationen aneinanderreiht, die inhaltlich keinen Sinn ergeben und meist zu klischeehaften Anspielungen auf seine Heimat Sachsen bzw. der Unterlegenheit von Frauen führen. |
| Martin Sonneborn         | Martin Sonneborn                               | 1–153   | Außenreporter mit professionell satirischem Schwerpunkt; musste aufgrund seiner politischen Tätigkeit im Europaparlament ab 2014 aus der Besetzung austreten. |
| Hans-Joachim Heist       | Gernot Hassknecht                              | 5–      | Sprecher des Kommentars in Anlehnung an die Tagesthemen sowie Moderator der Rubriken „Gernot Hassknecht löst Ihr Problem“, „Vorsicht Falle! Nepper, Schlepper, Schuldenmacher“ (Anspielung auf die Sendung Vorsicht Falle! Nepper, Schlepper, Bauernfänger), „Onkel Gernots Märchenstunde“, „Neunte Stunde Nachsitzen mit Herrn Hassknecht“ und „Gernot Hassknecht erklärt …“, der sich regelmäßig in Rage redet (angelehnt an das Segment „Back in Black“ mit Lewis Black der The Daily Show). Meist endet Hassknechts Kommentar mit einem alten „Störungs“-Hinweisbild des ZDF. |
| Lutz van der Horst       | Lutz van der Horst                             | 6–      | Aktiver Außenreporter |
| Carsten van Ryssen       | Carsten van Ryssen                             | 7–275   | Aktiver Außenreporter |
| Alexander Schubert       | Albrecht Humboldt                              | 10–     | „Außenreporter“ vor dem Greenscreen, Experte und einziges Mitglied der „Kirchenredaktion“, vertritt in satirisch-überhöhter Weise konservative Standpunkte; starke Gemeinsamkeiten mit Stephen Colbert aus The Daily Show bzw. dem Colbert-Report |
| Bettina Lamprecht        | Petra Radetzky                                 | 15–171  | „Außenreporterin“ vor dem Greenscreen, Expertin für diverse Themen im Studio |
| Yunus Cumartpay          | Mesut Güngen                                   | 27–66   | „Außenreporter“ vor dem Greenscreen, Migrationsexperte |
| Alexis Kara              | Dennis Knossalla                               | 60–     | Verdeckter Ermittler und „Außenreporter“ vor dem Greenscreen |
| Christine Prayon         | Birte Schneider                                | 62–410  | „Fundamental-Realistin“, „Außenreporterin“ vor dem Greenscreen und Expertin für diverse Themen im Studio sowie Moderatorin der Rubrik „Heute-Show Mystery“ |
| Claus von Wagner         | Claus von Wagner                               | 68–     | „Außenreporter“ vor dem Greenscreen und Experte für diverse Themen im Studio |
| Dietmar Wischmeyer       | Dietmar Wischmeyer                             | 74–     | Moderator der Rubriken „Heute-Show-History ohne Prof. Dr. Guido Knopp“ (Anspielung auf ZDF-History) und „Wischmeyers Logbuch der Bekloppten und Bescheuerten“ |
| René Pütz                | René Pütz                                      | 90–     | Multiinstrumentalist, gelegentliche Auftritte als Keyboarder, Bassist, Gitarrist und Sänger |
| Ralf Kabelka             | Ralf Kabelka                                   | 92–     | Aktiver Außenreporter |
| Carolin Kebekus          | Carolin Kebekus                                | 108–    | „Außenreporterin“ vor dem Greenscreen und Rollen im Studio |
| Serdar Somuncu           | Serdar Somuncu                                 | 145–350 | Kommentator und Rollen im Studio |
| Sebastian Pufpaff        | Sebastian Pufpaff                              | 161–377 | „Außenreporter“ vor dem Greenscreen und Experte für diverse Themen im Studio, häufig in der Rolle eines Lobbyisten und Vertreters von Arbeitgeberinteressen. |
| Matthias Matschke        | Matthias Matschke                              | 186–    | Rollen im Studio |
| Martin Klempnow          | Martin Klempnow                                | 200–    | „Außenreporter“ vor dem Greenscreen, auch in seiner Figur Dennis aus Hürth |
| Hazel Brugger            | Hazel Brugger                                  | 205–342 | Aktive Außenreporterin und Expertin im Studio |
| Fabian Köster            | Fabian Köster                                  | 220–    | Aktiver Außenreporter |
| Nico Semsrott            | Nico Semsrott                                  | 236–303 | Rollen im Studio; musste aufgrund seiner politischen Tätigkeit im Europaparlament ab 2019 aus der Besetzung austreten. |
| Friedemann Weise         | Friedemann Weise                               | 257–    | Rubrik Ratschläge in die Fresse |
| Alexander Wipprecht      | Alexander Wipprecht                            | 283–    | Rollen im Studio |
| Valerie Niehaus          | Saskia Lindemann-Engelhardt                    | 284–    | „Außenreporterin“ vor dem Greenscreen und Rollen im Studio |
| Holger Stockhaus         | Holger Stockhaus                               | 286–    | Rollen im Studio |
| Till Reiners             | Till Reiners                                   | 317–    | Rollen im Studio; Moderations-Vertretung in Folge 413 |
| Friedrich Küppersbusch   | Friedrich Küppersbusch                         | 347–    | Rubrik Irgendwer mit Medien |
| Gisa Flake               | Gisa Flake                                     | 381–    | Rollen im Studio |
| Katjana Gerz             | Katjana Gerz                                   | 362–    | „Außenreporterin“ vor dem Greenscreen |
| Filiz Tasdan             | Filiz Tasdan                                   | 471–    | „Außenreporterin“ vor dem Greenscreen |
| Lisa Mertens             | Lisa Mertens                                   | 482–    | Rollen im Studio |

Außerdem haben die Mainzelmännchen regelmäßige Auftritte. Die Trickfiguren werden zum Beispiel als militante Kommunisten oder Polizisten eingeblendet.

## Autoren

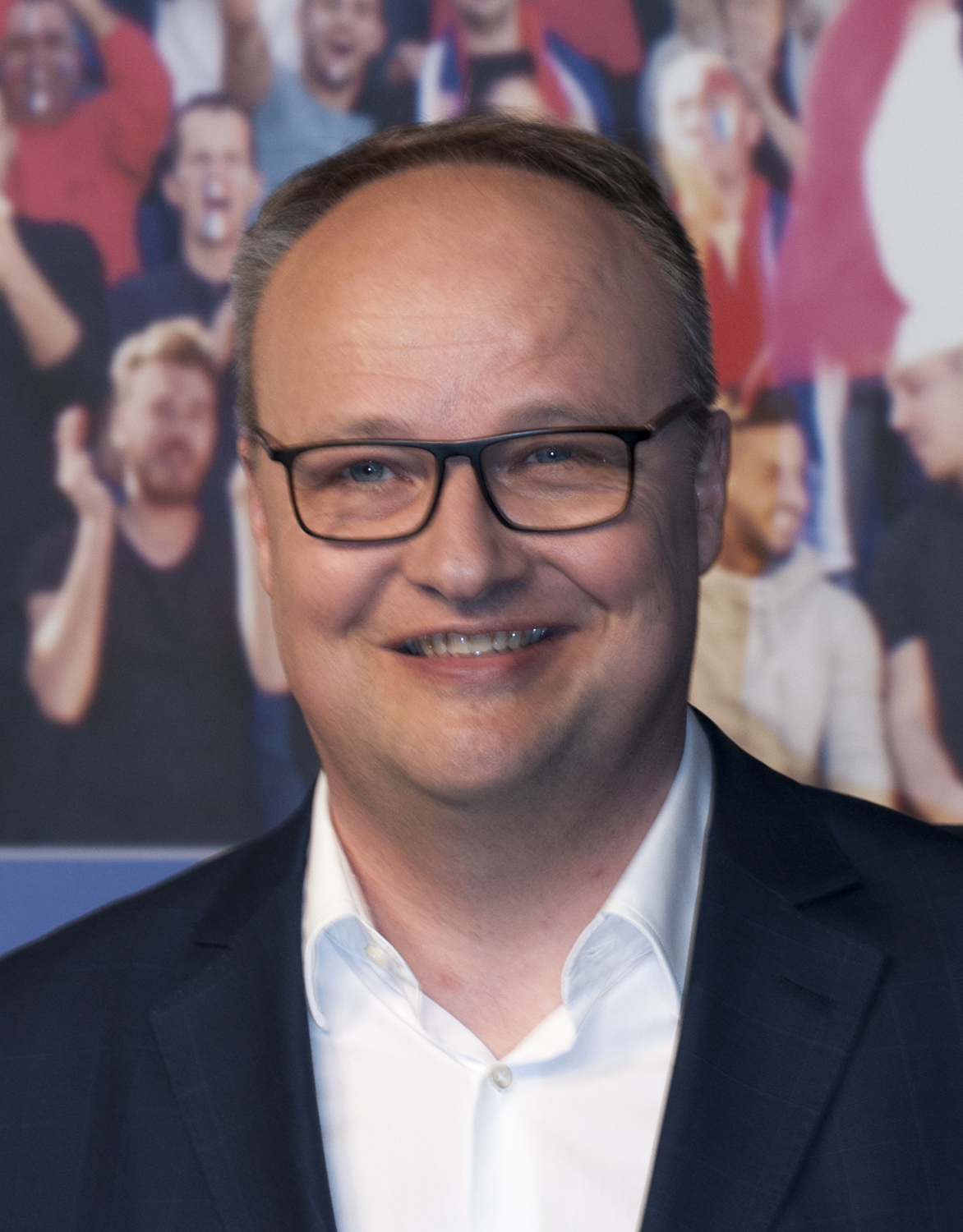
Oliver Welke ist der Moderator und ein Autor der Sendung.

Hauptautor ist seit der zweiten bzw. fünften Folge im November 2009 Morten Kühne, der auch schon für Switch reloaded schrieb; damit löste Kühne David Flasch ab. Seit 2015 ist auch Oliver Welke, vorher bereits einfacher Autor, Hauptautor.
Die Autoren Björn Mannel, Markus Schafitel und Thomas Rogel sind von 2009 bis heute fast durchgehend dabei. In der Anfangszeit schrieben auch Stefan Stuckmann, Jörg Uebber, Micky Beisenherz, Stephan Pächer, Sascha Albrecht und Lutz van der Horst regelmäßig mit. 2010 kam Marc Löb fest ins Team.
Seit 2012 sind Markus Zimmer und Jakob Schreier regelmäßig dabei, 2014 bis 2015 auch Malte Pieper. Oliver Nagel und Christian Guht waren in der vierten Staffel Gastautoren.  Von 2013 bis 2015 sowie erneut seit Sommer 2019 ist Ralf Kabelka fest im Autorenteam. Tobias Thye, freier Autor seit 2014, wurde 2018 Mitglied der Stamm-Redaktion. Nach und nach stießen Andreas Guni, Kathrin Paschedag, Fabian Köster, Christian Martin, Nora Cummins, Jana Fischer, Simon Hauschild, Doris Müller, Alexander Hartwig, Marco Müller und Ralph Glander als regelmäßige Autoren zur heute-show.

## Ausstrahlung
Die ersten beiden Folgen der Serie liefen am 26. Mai und am 23. Juni 2009 als Pilotfolgen.
Die folgende „Pilotstaffel“ startete am 8. September 2009 und endete am 30. Dezember 2009 mit einer Best-of-Folge. Der Sendeplatz lag zunächst dienstags im Anschluss an Neues aus der Anstalt um 23:00 Uhr, später dann mittwochs um 22:45 Uhr.
| Staffel | erste Folge   | letzte Folge  | Bemerkungen |
| ------- | ------------- | ------------- | --- |
| 1       | 22. Jan. 2010 | 8. Juni 2010  | Letzte Folge als Best-of-Folge. Der Sendeplatz lag zunächst freitags zwischen 22:30 Uhr und 23:15 Uhr, später dann wieder dienstags um 23:00 Uhr. Auf ZDFneo wurde die aktuelle Sendung am Samstag darauf gegen 19:45 Uhr wiederholt. |
| 2       | 27. Aug. 2010 | 17. Dez. 2010 | Letzte Folge als Best-of-Folge. Der Sendeplatz lag freitags zwischen 22:30 Uhr und 23:45 Uhr. |
| 3       | 21. Jan. 2011 | 17. Juni 2011 | Letzte Folge als Best-of-Folge. Ausstrahlung freitags im ZDF. |
| 4       | 16. Sep. 2011 | 16. Dez. 2011 | Die letzte Folge der Staffeln in der zweiten Jahreshälfte wird ab dieser Staffel als Jahresrückblick ausgestrahlt. |
| 5       | 27. Jan. 2012 | 1. Juni 2012  | |
| 6       | 31. Aug. 2012 | 14. Dez. 2012 | |
| 7       | 25. Jan. 2013 | 7. Juni 2013  | |
| 8       | 6. Sep. 2013  | 13. Dez. 2013 | |
| 9       | 24. Jan. 2014 | 6. Juni 2014  | |
| 10      | 5. Sep. 2014  | 19. Dez. 2014 | |
| 11      | 23. Jan. 2015 | 29. Mai 2015  | Neues Design. Während der Staffel wurde die Episode vom 27. März 2015 wegen des Flugzeugunglücks von Germanwings-Flug 9525 abgesagt.                                                                                                  |
| 12      | 11. Sep. 2015 | 18. Dez. 2015 | Die aufgezeichnete Sendung vom 13. November wurde wegen der am Abend beginnenden Berichte über die Terroranschläge in Paris nicht ausgestrahlt.                                                                                       |
| 13      | 22. Jan. 2016 | 3. Juni 2016  | |
| 14      | 9. Sep. 2016  | 16. Dez. 2016 | |
| 15      | 27. Jan. 2017 | 2. Juni 2017  | Verzeichnete nochmals erhöhte Einschaltquoten. |
| 16      | 8. Sep. 2017  | 15. Dez. 2017 | Erstmals in HD-Qualität produziert. Die Umstellung galt als längst überfällig, da zu diesem Zeitpunkt beinahe alle aktuellen Fernsehsendungen im deutschsprachigen Raum bereits hochauflösend produziert wurden.                      |
| 17      | 26. Jan. 2018 | 8. Juni 2018  | |
| 18      | 7. Sep. 2018  | 14. Dez. 2018 | |
| 19      | 1. Feb. 2019  | 7. Juni 2019  | |
| 20      | 6. Sep. 2019  | 13. Dez. 2019 | |
| 21      | 31. Jan. 2020 | 12. Juni 2020 | Wegen der Corona-Pandemie ab dem 13. März 2020 ohne Studiopublikum. |
| 22      | 11. Sep. 2020 | 18. Dez. 2020 | Wegen der Corona-Pandemie ohne Studiopublikum. |
| 23      | 29. Jan. 2021 | 4. Juni 2021  | Wegen der Corona-Pandemie ohne Studiopublikum. |
| 24      | 10. Sep. 2021 | 17. Dez. 2021 | Vom 15. Oktober bis 26. November 2021 wieder mit Studiopublikum. |
| 25      | 28. Jan. 2022 | 10. Juni 2022 | Wegen der Corona-Pandemie anfangs ohne Studiopublikum. |
| 26      | 9. Sep. 2022  | 16. Dez. 2022 | Folge 413 von Till Reiners moderiert. |
| 27      | 27. Jan. 2023 | 2. Juni 2023  | |
| 28      | 8. Sep. 2023  | 15. Dez. 2023 | Letzte Folge als reguläre Folge, kein Jahresrückblick |
| 29      | 26. Jan. 2024 | 7. Juni 2024  | |
| 30      | 6. Sep. 2024  | 13. Dez. 2024 | Letzte Folge als reguläre Folge, kein Jahresrückblick |
| 31      | 31. Jan. 2025 | 6. Juni 2025  | |

### Aktuelle Sendezeiten
| Sender  | Sendezeit                             |
| ------- | ------------------------------------- |
| ZDF     | Freitag, 22:30 Uhr (Erstausstrahlung) |
| ZDF     | Sonntag, 00:30 Uhr (Wiederholung)     |
| ZDFinfo | Samstag, 22:30 Uhr (Wiederholung)     |
| ZDFneo  | Donnerstag, 21:45 Uhr (Wiederholung)  |

### Ablauf der Aufzeichnung
Die Sendung wird in Studio 3 der Kölner Produktionsfirma Cape Cross in der Schanzenstraße 22 freitags gegen 18:00 Uhr aufgezeichnet. Teilweise werden schon beim Aufwärmen aufgezeichnete Lacher und Schnittbilder in die Sendung hineingeschnitten. Der Warm-Upper wird vor der Aufzeichnung eingesetzt, um die Zuschauer im Studio in Stimmung zu bringen.
Die Sendung kostet je Folge weniger als 300.000 Euro. (Stand 2017)

### Studiogäste
Vereinzelt begrüßt die heute-show als Studiogäste Personen aus dem Journalismus (wie Steffen Seibert, Maybrit Illner, Hans-Ulrich Jörges, Petra Gerster) und der Politik, wie Claudia Roth, Wolfgang Bosbach, Wolfgang Kubicki, Hannelore Kraft, Anton Hofreiter, Peter Tauber, Gregor Gysi, Jens Spahn, Robert Habeck und Norbert Röttgen. Am 27. Januar 2012 war der FDP-Fraktionsvorsitzende Rainer Brüderle im Studio zu Gast, dessen undeutliche, vom pfälzischen und rheinhessischen Dialekt geprägte Aussprache zuvor ein häufiges Thema der Sendung gewesen war. Laut Welke habe Brüderle „wie kein Zweiter die heute-show inhaltlich bereichert“. Mit Peter Altmaier konnte in der Sendung vom 3. Mai 2013 zum ersten Mal ein amtierender Bundesminister begrüßt werden. Im Wahlkampfbussi der heute-show waren auch Dirk Niebel (Bundesentwicklungsminister) und Jürgen Trittin (Grünen-Fraktionschef) zu sehen.
Immer wieder werden Komiker und Kabarettisten eingeladen, so wie Florian Schroeder, Michael Mittermeier, Monika Gruber, Mike Krüger, Bastian Pastewka, Simon Gosejohann, Elton, Timo Wopp, Christoph Sieber, Torsten Sträter, Ingmar Stadelmann, Abdelkarim und Oliver Polak.
Cameos hatten unter anderem Kai Pflaume am 25. Oktober 2013 als „ostdeutscher Jugendlicher“, Hella von Sinnen am 31. Januar 2014 als „lesbische Rektorin“, Karl Lauterbach als „ZDF-Kontrolleur“ am 28. März 2014, Oliver Kahn als er selbst in seiner Funktion als ZDF-Experte bei der Berichterstattung zum Fußballländerspiel Deutschland–Argentinien am 5. September 2014 sowie als Ex-Bayern-Spieler in Form eines Video-Anrufs in der Sendung vom 20. November 2015, Reiner Calmund am 6. Februar 2015, Hugo Egon Balder am 6. November 2015 als „Ersatz-Moderator“, Stefan Raab kurz vor seiner Karriere-Unterbrechung am 11. Dezember 2015, Axel Schulz am 16. September 2016, 6. Oktober 2017 und 7. September 2018, Christoph Maria Herbst am 23. November 2018 und 24. Mai 2019, Florian Silbereisen am 1. Februar 2019, Luke Mockridge am 25. Oktober 2019, Jan Böhmermann am 6. November 2020 vor der Erstausgabe seines ZDF Magazin Royale, Menderes Bağcı am 12. November 2021 mit einem „Videogruß“ an CDU-Politiker Friedrich Merz und Otto Waalkes am 8. September 2023 als Programmansager.

### Pannen
Die Ausgabe vom 22. Oktober 2010 konnte wegen einer technischen Panne bei der Überspielung ins Mainzer Sendezentrum nicht planmäßig um 22:30 Uhr ausgestrahlt werden. Das ZDF strahlte deshalb die Literatur-Sendung Die Vorleser aus und holte die heute-show im Anschluss nach. Dies wirkte sich negativ auf deren Einschaltquote aus.
Die Ausgabe vom 18. März 2011, in der als Gast Michael Mittermeier auftrat, endete abrupt 41 Sekunden vor dem eigentlichen Ende der Sendung. Da in der heute-show im Zusammenhang mit dem Begriff „Atomfetischismus“ mehrfach das Wort „wichsen“ und andere sexuelle Anspielungen gebraucht worden waren, kam es zu Spekulationen über Zensur seitens des ZDF. In der Presse wurde auch ein bewusster Bezug auf die Zensur der satirischen Sendung Scheibenwischer im Mai 1986 (Tschernobyl) vermutet. In einem Interview bestätigte am 19. März 2011 der Produzent der Sendung, Georg Hirschberg, jedoch den Abbruch der Ausstrahlung wegen eines Planungsfehlers, durch den die Zuspielleitung aus Köln zu früh gekappt worden sei.

## Überbrückung in den Sommerpausen und Sonderformate
2009 wurde in der Sommerpause heute-show spezial im Internet ausgestrahlt und von Christian Ehring moderiert. Diese Sendung wurde wöchentlich veröffentlicht, jedoch wurde sie nicht im Fernsehen übertragen.
Ähnliches gab es wieder 2011, unter dem Namen heute-show XXS füllten wöchentliche Kurzausgaben die Zeit in der Sommerpause vom 18. Juni bis zum 15. September 2011. Die erste Hälfte der XXS-Sendungen moderierte Christian Ehring, die zweite Hälfte Lutz van der Horst. heute-show XXS war im Internet abrufbar. Im Gegensatz zu heute-show spezial wurde heute-show XXS auch im Fernsehen übertragen, freitags um 23:30 Uhr im Digitalkanal ZDFinfo. In der Sommerpause 2011 erschien auch ein Buch zur heute-show, welches der Moderator der Sendung Oliver Welke und Headautor der heute-show Morten Kühne zusammen geschrieben haben.
In der Sommerpause 2013 stellte das ZDF von 14. Juni 2013 bis 30. August 2013 jeden Freitag eine neue Ausgabe von Wischmeyers Logbuch der Bekloppten und Bescheuerten – Die 12 Verlorenen auf seine Internetseite. In jeder Folge gab es einen Satire-Beitrag über einen Politiker von Dietmar Wischmeyer.
| Nr. | Veröffentlichung | Thema                                      |
| --- | ---------------- | ------------------------------------------ |
| 1   | 14. Juni 2013    | Katrin Göring-Eckardt                      |
| 2   | 21. Juni 2013    | Peer Steinbrück                            |
| 3   | 28. Juni 2013    | Philipp Rösler und Rainer Brüderle         |
| 4   | 5. Juli 2013     | Horst Seehofer                             |
| 5   | 12. Juli 2013    | Sigmar Gabriel                             |
| 6   | 19. Juli 2013    | Claudia Roth und Jürgen Trittin            |
| 7   | 26. Juli 2013    | Angela Merkel                              |
| 8   | 2. August 2013   | Bernd Lucke                                |
| 9   | 9. August 2013   | Gregor Gysi und Sahra Wagenknecht          |
| 10  | 16. August 2013  | Dirk Niebel und Patrick Döring             |
| 11  | 23. August 2013  | Ursula von der Leyen und Kristina Schröder |
| 12  | 30. August 2013  | Hannelore Kraft                            |

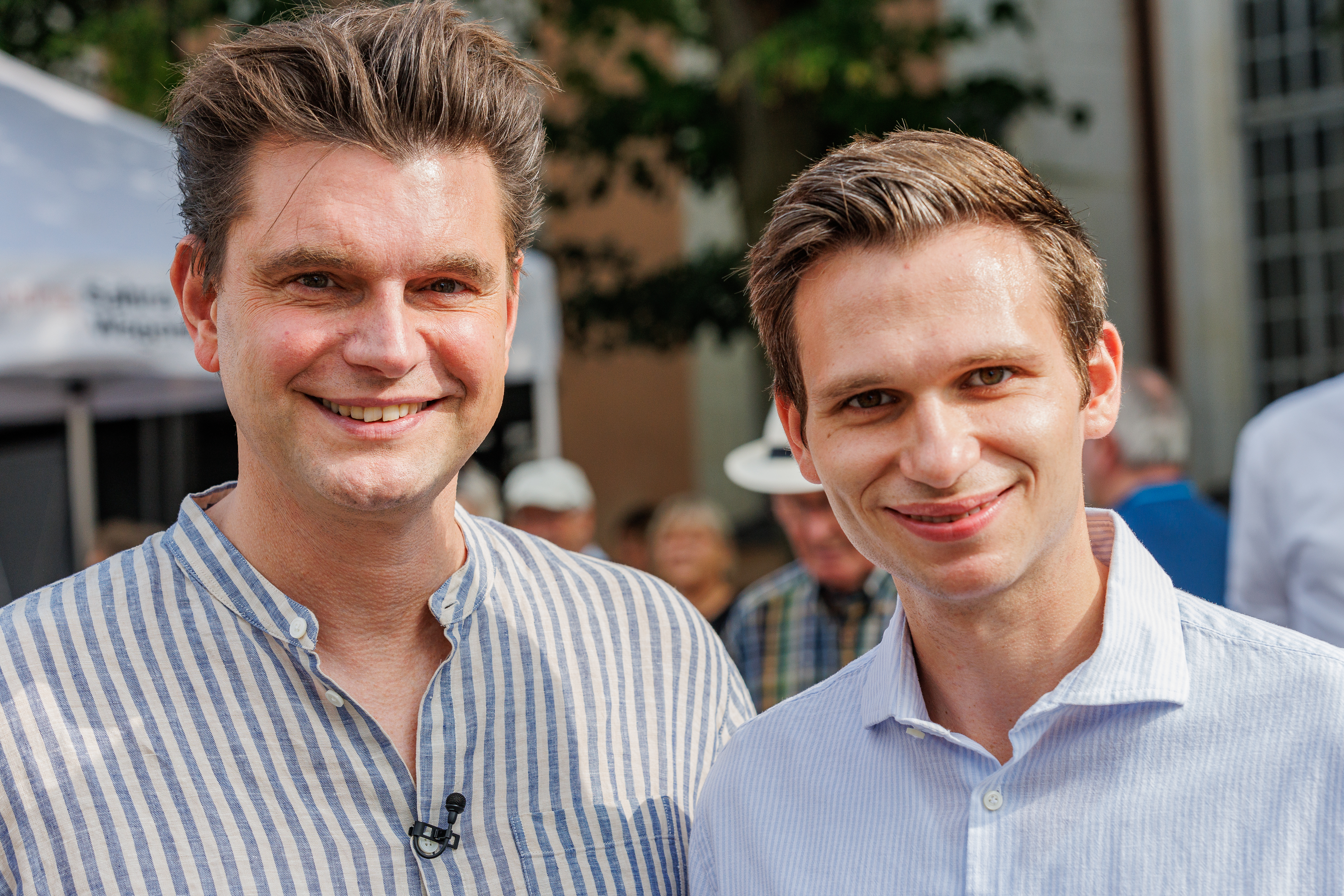
Lutz van der Horst und Fabian Köster präsentieren häufig heute-show-spezial-Sendungen

In der Sommerpause 2018 gab es erstmals eine Überschneidung mit Oliver Welkes Tätigkeit als Sportmoderator. So wurden bei den von Oliver Welke moderierten WM-Sendungen im ZDF regelmäßig Beiträge von Fabian Köster in seiner Heute-Show-Rolle gesendet.
Die Sommerpause 2019 ist unter anderem geprägt von der regelmäßigen Veröffentlichung von Memes auf der Instagram-Seite und dem YouTube-Kanal der heute-show. Auf YouTube wurden parallel mehrere Kleinserien veröffentlicht, darunter
- „heute-show Classics“: Sendungsausschnitte voriger Jahre mit Ralf Kabelka
- „ESCAPE!“: Escape Game mit Lutz van der Horst und einem jeweils anderen Politiker
- „Der Klugscheißer“: Darstellung von Fakten über die Umwelt und deren Schutz mit Martin Klempnow und Alexander Wipprecht

Seit der Sommerpause 2020 werden insbesondere vor Beginn der neuen Herbststaffel Reportagen unter dem Titel heute-show spezial gesendet (auch im Fernsehen). Im Jahr 2024 wurde zudem eine Ausgabe des heute-show spezial als Jahresrückblick ausgestrahlt. Ebenso wurde am 20. Dezember 2024 mit dem heute SHOWNAL – Larissa ihr Jahr! ein neues Format gesendet.

## Zwischenfälle

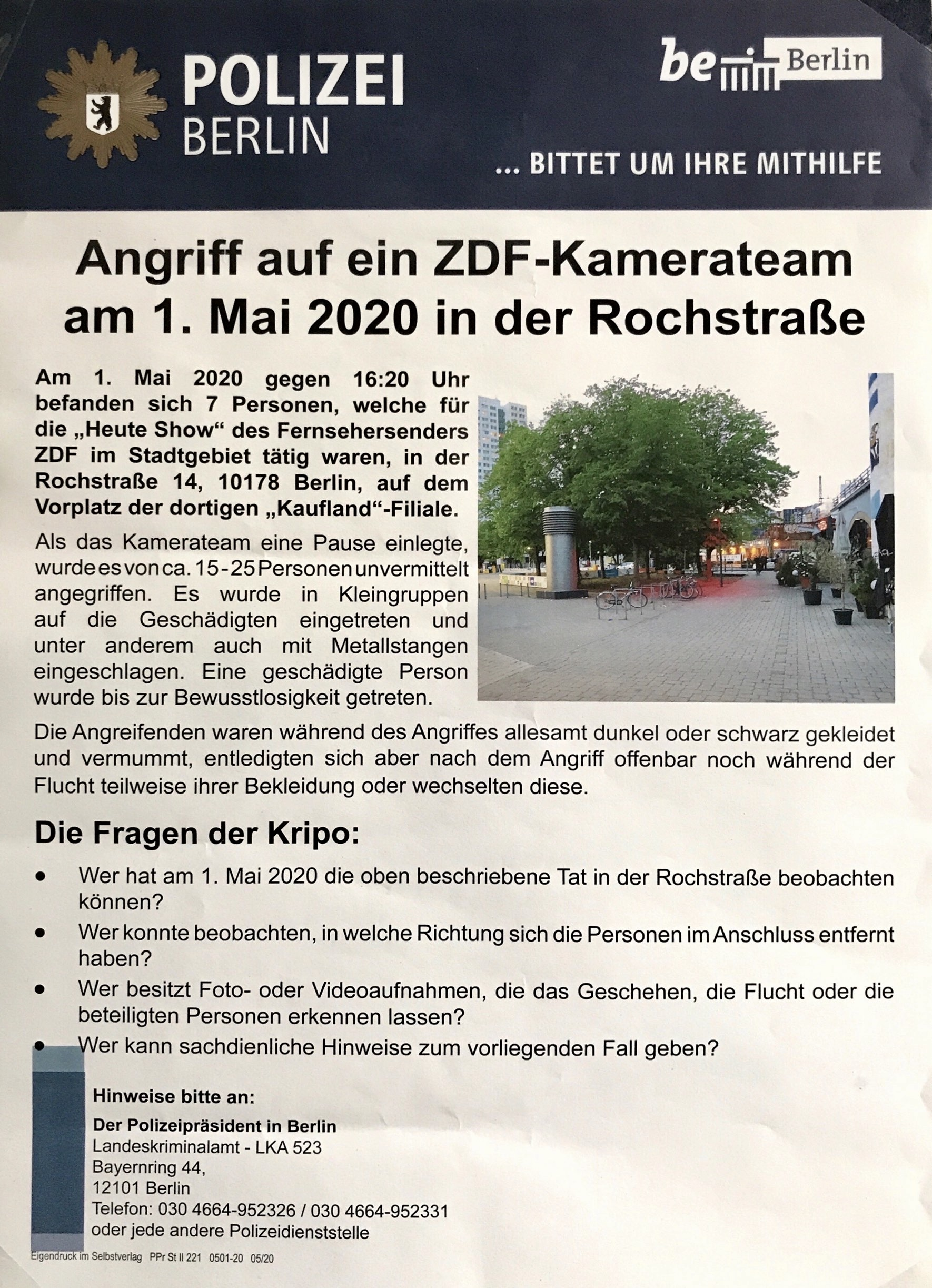
Infoblatt der Polizei Berlin mit Bitte um Mithilfe, das im Umfeld des Angriffsortes ausgehängt wurde

Am 1. Mai 2020 wurde ein Kamerateam der heute-show, darunter der Kabarettist Abdelkarim, am Rande einer Demonstration gegen die Maßnahmen gegen das Coronavirus von mehr als einem Dutzend, zum Teil vermummten Personen, die laut Polizei dem linken Spektrum zuzuordnen sind, mit Hiebwaffen angegriffen. Dabei wurden sechs Menschen – darunter die drei begleitenden Sicherheitsleute – so stark verletzt, dass sie ins Krankenhaus gebracht wurden, eine Person wurde stationär aufgenommen. Abdelkarim blieb unverletzt. Noch am selben Tag nahm die Polizei sechs Tatverdächtige fest, die am folgenden Tag wieder auf freien Fuß gesetzt wurden. Die Abteilung Polizeilicher Staatsschutz des Landeskriminalamtes Berlin übernahm die Ermittlungen. Im Januar 2023 wurde gegen drei Männer und eine Frau Anklage wegen gefährlicher Körperverletzung erhoben. Das Amtsgericht Tiergarten verurteilte vier Angeklagte im Januar 2024 zu einer Bewährungsstrafe von zwei Jahren wegen gefährlicher Körperverletzung und Zahlung von Schadenersatz. In ihrem Geständnis gaben die Täter an, dass es sich um eine Verwechslung handelte, sie gingen davon aus, dass es sich bei den Opfern um Personen aus dem rechten Spektrum handelte und nicht um Pressevertreter.

## Rezeption

### Kritik
Die Jury des Adolf-Grimme-Preis nannte die heute-show 2010 „ein entschlossenes System“, das wage, statt nur abzuwägen. Sie beschleunige „weit in den roten Bereich, ohne es sich im wohnlichen Satiresessel bequem zu machen. Genau deshalb ist ja die persönliche Entgleisung – wie bei der Kommentatorenkarikatur Gernot Hassknecht oder beim Außenreporterklischee Ulrich von Heesen – ein gründlich inszeniertes Leitmotiv. Den wirklichen Wahnsinn aber sammelt die heute-show im uninszenierten Alltag auf. Kühne Kunst ist es, wenn Ex-Titanic-Chef Martin Sonneborn mit minimalen Gesten und maximaler Geistesgegenwart tief in die Menschen dringt. […]“ In Sonneborns seriöses heute-Mikrophon spreche „ein Deutschland ohne Filter“. Welke sei „mehr Ansager denn Anchorman, was allerdings nicht Problem, sondern im Gegenteil System der heute-show ist. Denn mag auch Jon Stewarts Daily Show, diese tägliche US-amerikanische Nachrichtensatire, als Anschauung nicht ganz unbeteiligt gewesen sein (genauso wie übrigens Rudis Tagesshow), so steckt doch die heute-show keineswegs einfach einen öffentlich-rechtlichen Satireauftrag ins Korsett eines amerikanischen Erfolgsmodells.“ Insbesondere würdigte sie „auch die programmatische Entscheidung, die heute-show inzwischen wöchentlich auszustrahlen“.
Die Jury des Hanns-Joachim-Friedrichs-Preis lobte 2012 die Nachrichtencomedy, die die klassische politische Satire mit den bildhaften Verzerrungen der Karikatur verknüpfe. Damit verschaffe sie der Kritik an Politik und Gesellschaft im Medium Fernsehen einen eigenen Platz. Die satirisch-bissigen Analysen würden die Rituale der Politik und gerade auch der Fernsehnachrichten entlarven. Insbesondere lobte sie Welkes Sprach- und Moderationsstil: „Aufklärung mit Genuss in Zeiten des Politikverdrusses und des Misstrauens gegenüber herkömmlicher Berichterstattung.“
Die Zeitschrift Cicero urteilte 2012 über die heute-show: „Doch ist der Grundtenor der Sendung bedenklich: Welke und seine Mitstreiter haben – anders als die meisten Kabarettisten – kein Anliegen. Sie machen nicht lächerlich, was sie verändern möchten. Sie kämpfen nicht mit den Waffen des Witzes und der Ironie für eine aus ihrer Sicht bessere, gerechtere oder sozialere Welt. Nein: Welke und den Seinen geht es allein darum, die Politikerkaste insgesamt als eine Ansammlung von Volltrotteln darzustellen. (…) Die ‚heute-show‘ bringt Quote, was für die ZDF-Gewaltigen das wichtigste ist. Und ganz nebenbei fördert sie Politikverdruss und Politikerverachtung.“
Anlässlich der Jubiläumsshow zum 50. Geburtstag des ZDF im Jahr 2013 wurde per Internet-Abstimmung die beliebteste Sendung der Sendergeschichte gesucht. Hierbei belegte die heute-show den ersten Platz vor 1, 2 oder 3 und Wetten, dass..?
Harald Schmidt kritisierte 2014 das Berufsethos bei der Fernsehproduktion der heute-show, da angeblich die Reaktion des Publikums auf Einspieler anderer TV-Formate nach Pointen in der heute-show hineingeschnitten wurde.
Wolf Reiser befand 2019, Welke stehe für einen „Klamauk“, der dem „Bubenhumor im Pausenhof einer Waldorf-Schule“ gleiche.
Holger Kreymeier meinte 2022, dass die Show zunehmend ihren satirischen Charakter verliere. Stattdessen stehe inzwischen die Vermittlung einer politischen Agenda im Vordergrund.

### Kontroversen

#### 2010
Negative Kritik erhielt die Sendung nach der Ausstrahlung eines Interviews von Martin Sonneborn mit dem Pharmalobbyisten Peter Schmidt in der Sendung vom 14. Mai 2010. Sonneborn nutzte dabei vor allem die Aussagen Schmidts, die nicht für die Öffentlichkeit bestimmt waren und etwa in den Interviewpausen geäußert worden waren. Schmidt zeigte sich über die Ausstrahlung verärgert und bezeichnete sie als „echte Schweinerei“, da Sonneborn ihn mit der Anfrage für ein ZDF-Interview gelockt habe, das man „nach Möglichkeit in einer der ‚heute‘-Sendungen, bevorzugt im ‚heute-journal‘, platzieren“ wolle. Sonneborn selbst sprach von einem Missverständnis. Nachdem Peter Schmidt als Geschäftsführer von Pro Generika e. V. entlassen worden war, rügte Thomas Bellut, damals Programmdirektor des ZDF, dieses Vorgehen und untersagte der Redaktion der heute-show, mit den Marken heute und heute-journal zu arbeiten.

#### 2013
Der am 22. Februar 2013 gesendete Beitrag von Carolin Kebekus über die Rolle der Frau in der katholischen Kirche sorgte für Kritik seitens der Kirche. Medienberichten zufolge soll ein Sprecher der deutschen Bischofskonferenz versucht haben, die Ausstrahlung des Gespräches von Kebekus mit Kardinal Joachim Meisner zu verhindern.

#### 2014
Die Sendung gelangte erneut in die Presse, als der Deutsche Bundestag im Oktober 2014 eine beantragte Drehgenehmigung nicht erteilte, da es sich um keine „politisch-parlamentarische Berichterstattung“ handele. Am 5. November 2014 erhielt die heute-show jedoch eine Tagesakkreditierung und durfte wieder im Bundestag drehen.

#### 2015
Im Februar 2015 erhielt die heute-show große Aufmerksamkeit seitens der Medien, da in ihrer Ausgabe vom 6. Februar 2015 eine Aussage der Linken-Politikerin Marlena Schiewer aus dem Zusammenhang gerissen und diese so als vermeintliche ehemalige NPD- und jetzige AfD-Wählerin dargestellt wurde. In einem MDR-Bericht äußerte Schiewer ihre Sorge über die zunehmende Beliebtheit der Alternative für Deutschland (AfD) in ihrem Dorf: „Hier auf dem Dorf gibt es ziemlich viele Leute, die rechter Meinung sind und die einfach sagen: ‚Ich möchte nicht mehr die NPD wählen, weil die mir zu rechtsextrem ist, deswegen wähle ich jetzt die AfD.‘ Ich sage immer: Das ist die NPD in freundlich.“ Da die heute-show den ersten Teil der Aussage nicht gezeigt hatte, war der falsche Eindruck entstanden. Auf Kritik Schiewers daran bat die heute-show-Redaktion via Facebook um Entschuldigung; der Abschnitt wurde aus der ZDF-Mediathek entfernt. Am 8. Februar 2015 erklärte Schiewer, dass Oliver Welke sie telefonisch um Entschuldigung gebeten habe. In der heute-show vom 13. Februar 2015 entschuldigte sich Welke erneut und zeigte Schiewers Aussage diesmal im Zusammenhang.
Ähnliches war bereits 2014 geschehen, als ein Zitat von Bundespräsident Joachim Gauck über die Verantwortung von Banken aus dem Zusammenhang gerissen und dadurch ins Gegenteil verkehrt wurde. Beanstandet wurde das unter anderem in der Sendung Walulis sieht fern.

#### 2016
Kurz nach der ersten Runde der Bundespräsidentenwahl in Österreich 2016 veröffentlichte die heute-show als Reaktion auf den Wahlsieg von Norbert Hofer (FPÖ) in sozialen Netzwerken ein Bild von einem Schnitzel in Form eines Hakenkreuzes mit den Worten „Österreicher wählen eben so, wie sie es vom Schnitzel kennen: Möglichst flach und schön braun“, daraufhin wurde die Sendung von einem österreichischen Jus-Studenten sowie einem Deutschen wegen Beleidigung, Volksverhetzung und Beleidigung von Organen und Vertretern ausländischer Staaten angezeigt. Auch soll die FPÖ selber eine Klage erwogen haben. Die Staatsanwaltschaft Mainz leitete kein Ermittlungsverfahren gegen die „heute-show“ ein.

#### 2018
Die heute-show vom 2. Februar 2018 zeigte einen Rede-Ausschnitt des AfD-Politikers Dieter Amann als Sachverständigen im Hauptausschuss des Deutschen Bundestages zum Thema Sprachkompetenz und Integration von Flüchtlingen in den Arbeitsmarkt, bei welcher Amann stotterte. Unkommentiert führte dies zunächst zu Erheiterung im Publikum, anschließend imitierte Moderator Welke kurz das Stottern. Dies wurde seitens der AfD als Veralberung der Sprechstörung Amanns interpretiert. Amann hatte jedoch zum nicht gezeigten Beginn der Rede auf seine Sprechstörung hingewiesen. Die Redaktion der heute-show gab an, den Beginn nicht gekannt zu haben, und bat Amann um Entschuldigung. Dieser nahm sie unter der Voraussetzung an, dass sie in der Sendung selbst erfolgen werde. Eine Entschuldigung wurde dann am Ende der Ausgabe vom 16. Februar 2018 ausgesprochen.
In der Ausgabe vom 6. April 2018 wurde eine hauptsächlich in sozialen Netzwerken stattfindende Diskussion um Schokoladen-Osterhasen der Firma Lindt aufgegriffen. Das Produkt war auf Kassenbons als „Traditionshase“ benannt, was als Angriff auf deutsche Traditionen und Unterwerfung unter den Islam betrachtet wurde. In Anspielung auf diesen Sachverhalt erklärte Moderator Welke, der Osterhase sei eine „zentrale Figur der christlichen Mythologie“. Nach dieser Aussage wurde eine Parodie des Gemäldes Das Abendmahl gezeigt, auf dem Jesus durch den Osterhasen ersetzt war, des Weiteren ein gekreuzigter Plüsch-Hase. Die Staatsanwaltschaft Mainz, bei der dazu zahlreiche Strafanzeigen gegen Welke eingegangen waren, gab am 24. April bekannt, dass kein Ermittlungsverfahren eingeleitet werde, da keine strafbewehrte Beschimpfung von Bekenntnissen, Religionsgesellschaften und Weltanschauungsvereinigungen vorliege.

#### 2023
In einem Interview mit der Wochenzeitung kontext kritisierte Komikerin Christine Prayon, die als Birte Schneider mitgewirkt hatte, die heute-show: Sie hatte Bedenken darüber, wie gesellschaftliche Themen – insbesondere seit Beginn der Corona-Pandemie – behandelt werden, und betonte, dass sie nicht daran teilhaben möchte, Andersdenkende lächerlich zu machen. Satire sollte nicht dazu beitragen, den „Diskurs zu verengen“. Dies sei beim Umgang mit dem Ukraine-Krieg so, wo Narrative und Positionen privilegierter Gruppen wiederholt und Stimmung gegen Andersdenkende gemacht würde. Dies habe nichts mehr mit Satire zu tun und es sei leicht, als „rechts“ gebrandmarkt zu werden. Sie wünschte sich, auch jene anzuhören, die als „das Letzte“ angesehen werden. Satire, die dies verunmögliche, könne sie nicht mehr unterstützen, da sie lediglich eine simulierte Freiheit sei. Prayon leidet nach eigenen Angaben unter einem Post-Vac-Syndrom nach einer Corona-Impfung.

### Auszeichnungen
Die Show gewann bisher insgesamt 18 nationale Preise sowie weitere Nominierungen, die im Folgenden aufgelistet sind:
- Bambi
  - 2014: Auszeichnung in der Kategorie Comedy
- Bayerischer Fernsehpreis
  - 2013: Auszeichnung für Oliver Welke als Moderator
- Deutscher Comedypreis
  - 2009, 2010, 2011 und 2012: Auszeichnung in der Kategorie Beste Comedyshow
  - 2012: Auszeichnung in der Kategorie Bester Komiker für Oliver Welke
  - 2013, 2014 und 2015: Nominierung in der Kategorie Beste Comedyshow
  - 2016: Nominierung in der Kategorie Beste Satireshow
  - 2017: Auszeichnung in der Kategorie Beste Satire-Show
  - 2018, 2019 und 2020: Nominierung in der Kategorie Beste Satire-Show
  - 2021: Nominierung in der Kategorie Beste Satire[62]
  - 2022: Auszeichnung in der Kategorie TV-Comedy/Satire-Show[63]
- Deutscher Fernsehpreis
  - 2009: Nominierung in der Kategorie Beste Comedy
  - 2010: Auszeichnung in der Kategorie Beste Comedy
  - 2011 und 2012: Nominierung in der Kategorie Beste Comedy
  - 2014: Auszeichnung in der Kategorie Beste Comedy
  - 2018: Nominierung in der Kategorie Beste Comedy
  - 2018: Förder-/Nachwuchspreis für Fabian Köster
  - 2020: Auszeichnung in der Kategorie Beste Comedy
- Goldene Henne
  - 2016: Auszeichnung in der Kategorie Ehrenpreis Politik
- Goldene Kamera
  - 2017: Auszeichnung in der Kategorie Beliebteste Satire-Show
- Grimme-Preis
  - 2010: Auszeichnung in der Kategorie Unterhaltung
  - 2012: Nominierung in der Kategorie Unterhaltung
- Hanns-Joachim-Friedrichs-Preis
  - 2012: Auszeichnung für Oliver Welke mit der heute-show-Redaktion
- Hans-Oelschläger-Preis
  - 2014: Auszeichnung für Oliver Welke und sein Team von der heute-show
- Quotenmeter-Fernsehpreis
  - 2009: Nominierung in der Kategorie Bestes Anderes, Musik oder Comedy
  - 2009: Nominierung in der Kategorie Beste Titelmusik
  - 2009: Nominierung in der Kategorie Bestes Main Title Design / On-Air-Design
  - 2010 und 2011: Nominierung in der Kategorie Bestes Anderes, Musik oder Comedy
  - 2011: Nominierung in der Kategorie Bestes Main Title Design / On-Air-Design
  - 2011: Nominierung in der Kategorie Bester Moderator für Oliver Welke
  - 2012: Auszeichnung in der Kategorie Bestes Comedyformat
  - 2014 und 2016: Auszeichnung in der Kategorie Beste Comedy

sowie
- im Jahr 2013 den Zuschauerpreis für die beste Sendung aus 50 Jahren ZDF

### Einschaltquoten
Nachdem die ersten Ausgaben im Jahr 2009 am Dienstagabend im Durchschnitt 1,72 Millionen Zuschauer und einen Marktanteil von 12,3 Prozent erreichten, erreichte die erste Staffel am Freitagabend trotz des prominenteren Sendeplatzes nur 1,59 Millionen Zuschauer bei einem durchschnittlichen Marktanteil von 7,3 Prozent. Seitdem steigen die Zuschauerzahlen wieder kontinuierlich an, zwischen August 2012 und Juni 2013 wurden durchschnittlich 2,67 Millionen Zuschauer und 11,5 Prozent Marktanteil erreicht. Damit liegt die Sendung insbesondere bei jüngeren Zuschauern über dem Senderschnitt. Seit November 2013 liegt die heute-show dauerhaft bei über drei Millionen Zuschauern.
Den höchsten Marktanteil von 25,1 % (3,90 Mio. Zuschauer) erreichte die heute-show am 6. Juni 2014 im Anschluss an das Freundschaftsspiel der deutschen Fußballnationalmannschaft gegen Armenien. Auch in der Zielgruppe der 14- bis 49-Jährigen wurden in dieser Sendung mit 1,57 Mio. Zuschauern und 23,5 % Marktanteil Rekordwerte erreicht. Die besten absoluten Zuschauerzahlen in der klassischen Zielgruppe erzielte der heute-show Jahresrückblick 2015 am 18. Dezember 2015 mit 4,26 Mio. Zuschauern in der klassischen Zielgruppe, was einem Marktanteil von 17,5 % entspricht.
In den folgenden Jahren etablierten sich die Einschaltquoten der heute-show auf einem hohen Niveau. Mit rund 5,46 Millionen Zuschauern beim Gesamtpublikum erreichte die heute-show am 24. April 2020 einen neuen Bestwert.